# Distrito de Szamotuły
Szamotuły (polaco: powiat szamotulski) es un distrito (powiat) del voivodato de Gran Polonia (Polonia). Fue constituido el 1 de enero de 1999 como resultado de la reforma del gobierno local de Polonia aprobada el año anterior. Limita con otros cinco distritos de Gran Polonia: al norte con Czarnków-Trzcianka, al este con Oborniki y Poznań, al sur con Nowy Tomyśl y al oeste con Międzychód; y está dividido en ocho municipios (gmina): uno urbano (Obrzycko), cuatro urbano-rurales (Ostroróg, Pniewy, Szamotuły y Wronki) y tres rurales (Duszniki, Kaźmierz y Obrzycko). En 2011, según el Oficina Central de Estadística polaca, el distrito tenía una superficie de 1119,29 km² y una población de 87 875 habitantes.